# Cinderella Boy
Cinderella Boy (シンデレラボーイ?, Shinderera Bōi) è un manga scritto e disegnato da Monkey Punch, pubblicato in Giappone da Kobunsha nel 1980 e poi ripreso nel 1982. Benché il finale della serie faccia presumere una sua continuazione, l'autore ha annunciato che intendeva finire così la storia.
Un anime di 13 episodi è stato prodotto da Magic Bus e trasmesso in Giappone dal 24 giugno al 16 settembre 2003 su AT-X. In Italia, è stato acquistato da Shin Vision e EXA Media, che l'hanno pubblicato in 4 DVD, e trasmesso su MTV dal 30 marzo al 22 giugno 2004. Dalla serie, inoltre, è stato tratto, in Italia, un film di montaggio dei vari episodi dal titolo Cinderella Boy - Una 'strana' coppia di investigatori.

## Trama
In un ipotetico futuro, nella città di Kirin Town (o Killing Town), Ranma Hinamatsuri e Rella Cindy Shirayuki sono i proprietari di una società di investigazioni private, l'agenzia R&R, che prende il nome dalle loro iniziali.
Durante una loro indagine, mentre scappano, hanno un incidente automobilistico e quando Ranma si riprende crede che la sua collega Rella sia morta. Ma presto si scopre che ogni 24 ore, allo scoccare della mezzanotte, i due si scambiano di corpo: in pratica Ranma diventa Rella e poi Rella ridiventa Ranma. I due, dopo un po' di smarrimento per la loro amnesia, scopriranno questa loro "caratteristica speciale" grazie all'aiuto della governante di Rella, la sorprendente Dorothy Ozu.

## Personaggi

### Protagonisti
Ranma Hinamatsuri (雛祭 乱馬?, Hinamatsuri Ranma)
Doppiato da Takehito Koyasu (ed. giapponese), Franco Mannella (ed. italiana)
Investigatore a cui piace aiutare la gente comune, ha una passione per i modellini di auto d'epoca. Ex-criminale, è una persona di buon cuore ed è refrattario alle moderne tecnologie. Il suo personaggio è disegnato in stile simile a Lupin III, altra opera di Monkey Punch.
Rella Cindy Shirayuki (レラ・シンディ・白雪?, Rera Shindi Shirayuki)
Doppiata da Yumi Tōma (ed. giapponese), Barbara De Bortoli (ed. italiana)
Di famiglia ricchissima (in realtà, legata alla Yakuza giapponese) ha scelto di fare l'investigatrice per rendere la sua vita più interessante. È molto vorace e al contrario di Ranma, si trova a suo agio con i computer e vorrebbe occuparsi solo di casi importanti. Il suo nome è un gioco di parole con il termine "Cinderella", mentre il suo cognome significa "Biancaneve".

### Altri personaggi
Dorothy Ozu (ドロシー・小津?, Doroshī Ozu)
Doppiata da Ayako Hori (ed. giapponese), Graziella Polesinanti (ed. italiana)
La governante di Rella, costruisce le più svariate apparecchiature. Aiuta i protagonisti fornendo loro sofisticati gadget in puro stile 007.
Alice (アリス?, Arisu)
Doppiata da Kikuko Inoue (ed. giapponese), Francesca Fiorentini (ed. italiana)
Misteriosa e bellissima spia, fino alla fine non si capisce veramente da che parte stia. Il suo stile, le sue forme e il suo modo di agire ricalcano molto quelle di Fujiko, dalla nota opera dello stesso autore.
Song Taijin (孫 大人?, Son Taijin)
Doppiato da Chafūrin (ed. giapponese), Pietro Biondi (ed. italiana)
Il Maestro Song è il più grande Boss della malavita di Kirin Town. Ha affari ovunque, ed in un modo o nell'altro finisce spesso per incrociare la strada di Ranma e Rella.
Aramis De Panini (アラミス・デ・パニーニ?, Aramisu De Panīni)
Doppiato da Wataru Takagi (ed. giapponese), Alessandro Quarta (ed. italiana)
Ricco ed impacciato spasimante di Rella, a cui si rivolge chiamandola "My Angel".
Pinocchio (ピノキオ?, Pinokio)
Doppiato da Keiichi Sonobe (ed. giapponese), Ennio Coltorti (ed. italiana)
Un informatore che come "copertura" pulisce i vetri dei grattacieli, per cui Ranma si ritrova spesso ad altezze molto elevate, e la cosa non lo fa sentire molto a suo agio. Ha la caratteristica di dare informazioni di categoria A, B, C o D a seconda di quanto si vuole pagare: si può ottenere quindi nome, cognome, indirizzo, telefono e storia di un sospettato oppure semplicemente il nome di un locale che frequenta, per esempio.
Tinkerbell (ティンカーベル?, Tinkāberu)
Doppiata da Emi Ishimura (ed. giapponese), Gilberta Crispino (ed. italiana)
Informatrice telematica che Rella contatta dal suo PC.
Wendy (ウェンディ?, Uendi)
Doppiata da Sakiko Uran (ed. giapponese), Letizia Scifoni (ed. italiana)
Jackal (ジャッカル?, Jakkaru)
Doppiato da Hiroshi Yanaka (ed. giapponese), Stefano Mondini (ed. italiana)
Hook (フック?, Fukku)
Doppiato da Tomomichi Nishimura (ed. giapponese), Dario De Grassi (ed. italiana)
Dr. Grimm (Ｄｒ.グリム?, Dr. Gurimu)
Doppiato da Kaneta Kimotsuki (ed. giapponese), Dante Biagioni (ed. italiana)

## Anime

### Episodi
| Nº | Titolo italiano Giapponese 「Kanji」 - Rōmaji                                                                        | In onda           | In onda        |
| Nº | Titolo italiano Giapponese 「Kanji」 - Rōmaji                                                                        | Giapponese        | Italiano       |
| 1  | La favola di una città che non dorme mai 「眠らぬ街の寓話」 - Nemuranu machi no gūwa                                 | 24 giugno 2003    | 30 marzo 2004  |
| 2  | La ninfa del vicolo lungo 「路地裏の妖精」 - Rojiura no yōsei                                                        | 30 giugno 2003    | 6 aprile 2004  |
| 3  | La dolce trappola del mondo dei giocattoli 「オモチャの国の甘い罠」 - Omocha no kuni no amai wana                    | 9 luglio 2003     | 13 aprile 2004 |
| 4  | Il mare in cui giocano la bella e la bestia 「美女と野獣のあそぶ海」 - Bijo to yajū no asobu umi                     | 16 luglio 2003    | 20 aprile 2004 |
| 5  | Mela velenosa a orologeria 「時計仕掛けの毒リンゴ」 - Tokei shikake no doku ringo                                    | 23 luglio 2003    | 27 aprile 2004 |
| 6  | La cucina dei fratelli maialini 「子ブタの兄弟の料理法」 - Ko buta no kyōdai no ryōrihō                              | 28 luglio 2003    | 4 maggio 2004  |
| 7  | C'era una volta in una città piena di rifiuti 「昔々、ゴミだらけの街で」 - Mukashi mukashi, gomidarake no machi de   | 6 agosto 2003     | 11 maggio 2004 |
| 8  | L'angelo del paese d'oro 「黄金の国のエンジェル」 - Kogane no kuni no enjeru                                         | 11 agosto 2003    | 18 maggio 2004 |
| 9  | Un mazzo di fiori per l'angelo assassino 「殺しの天使に花束を」 - Koroshi no tenshi ni hanataba wo                   | 18 agosto 2003    | 25 maggio 2004 |
| 10 | Una Cappuccetto Rosso bugiarda e i veri lupi 「ウソつき赤ずきんとホントの狼」 - Uso tsuki Akazukin to honto no ōkami | 25 agosto 2003    | 1º giugno 2004 |
| 11 | Il mago scomparso 「行方不明の魔法使い」 - Yukue fumei no mahōtsukai                                                 | 3 settembre 2003  | 8 giugno 2004  |
| 12 | In che mani finirà l'uccello blu? 「青い鳥は誰の手に？」 - Aoi tori wa dare no te ni?                                | 9 settembre 2003  | 15 giugno 2004 |
| 13 | Cenerentola non dorme 「シンデレラは眠らない」 - Shinderera wa nemuranai                                             | 16 settembre 2003 | 22 giugno 2004 |

### Sigle
In Italia vengono usate le sigle originali.
Sigla di apertura
- Cinderella Boy (シンデレラボーイ?), dei DOMINO88

Sigla di chiusura
- Out of Eden, di TAKAKO